# サウザンド・フット・クラッチ
サウザンド・フット・クラッチ（Thousand Foot Krutch、TFK）は、1995年に結成されたカナダのロック・バンド。これまでに10枚のアルバム（最初の1枚はOddball名義）、5枚のリミックス・アルバム（EP含む）、2枚のライブ・アルバムをリリースしている。現在のメンバーは、ボーカルのトレヴァー・マクニーヴェンとドラムのスティーヴ・オーガスティン、彼らのサイド・プロジェクトであるFM Staticのメンバーでもあり、2009年にソロ・プロジェクトをはじめたジョエル・ブルイヤー。

## メンバー

### 現在のメンバー
- トレヴァー・マクニーヴェン (Trevor McNevan) – ボーカル、ギター (1995年– )
- ジョエル・ブルイヤー (Joel Bruyere) – ベース、バック・ボーカル (1999年– )
- スティーヴ・オーガスティン (Steve Augustine) – ドラム (2001年– )

### 旧メンバー
- ニール・サンダーソン (Neil Sanderson) – ドラム (1995年–1996年)
- ティム・バクスター (Tim Baxter) – ベース (1995年–1998年)
- デイヴ・スミス (Dave Smith) – リード・ギター (1995年–2002年)
- クリスチャン・ハーヴェイ (Christian Harvey) – ドラム (1997年–1999年)
- ジェフ・ラフォーレ (Geoff "Johnny Orbital" Laforet) – ドラム (1999年–2001年)

## ディスコグラフィ

### スタジオ・アルバム
- Shutterbug (1995年、Independent) ※Oddball名義
- That's What People Do (1997年、Independent)
- Set It Off (2000年、DJD Entertainment Group)
- Phenomenon (2003年、Tooth & Nail)
- 『ジ・アート・オブ・ブレイキング』 - The Art of Breaking (2005年、Tooth & Nail)
- The Flame in All of Us (2007年、Tooth & Nail)
- Welcome to the Masquerade (2009年、Tooth & Nail)
- The End Is Where We Begin (2012年、Independent)
- Oxygen: Inhale (2014年、Independent)
- Exhale (2016年、Independent)

### リミックス・アルバム
- TFK Remixes EP (2012年、Independent)
- Metamorphosiz: The End Remixes Vol. 1 (2012年、Independent)
- Metamorphosiz: The End Remixes Vol. 2 (2013年、Independent)
- Metamorphosiz : The End Remixes Vol. 1 & 2 (2013年、TFK)
- Winter Jam EP (2017年、Independent)

### ライブ・アルバム
- Live at the Masquerade (2011年、Tooth & Nail)
- Untraveled Roads (2017年、The Fuel Music)

### コンピレーション・アルバム
- Made In Canada: The 1998-2010 Collection (2013年、Tooth & Nail)
- Thousand Foot Krutch: The Ultimate Collection (2014年、Capitol CMG)